# Cuca, Argeș
Cuca este satul de reședință al comunei cu același nume din județul Argeș, Muntenia, România.